# Gunma Insect World

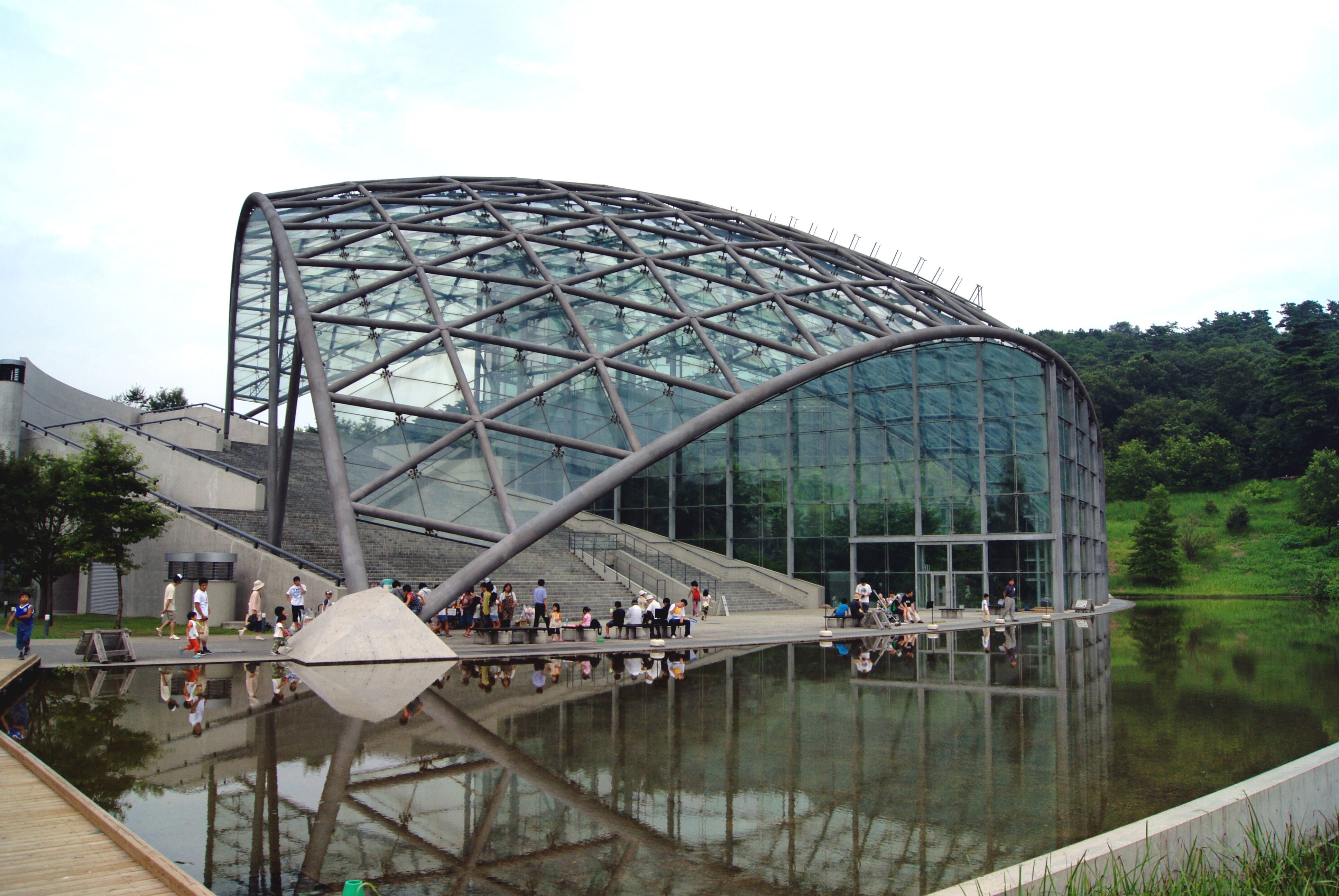
Serre du monde des insectes de Gunma

Le Gunma Insect World (ぐんま昆虫の森, Gunma Konchū-no Mori) est une installation d'observation des insectes située à Kiryū dans la préfecture de Gunma au Japon est un établissement d'apprentissage pour observer l'écologie des insectes. Conçu par l'architecte Tadao Ando, construit par la Takenaka Corporation et trois autres sociétés, le musée ouvre ses portes en 2005.

## Source de la traduction
- (en) Cet article est partiellement ou en totalité issu de l’article de Wikipédia en anglais intitulé « Gunma Insect World » (voir la liste des auteurs).